# Protostegidae

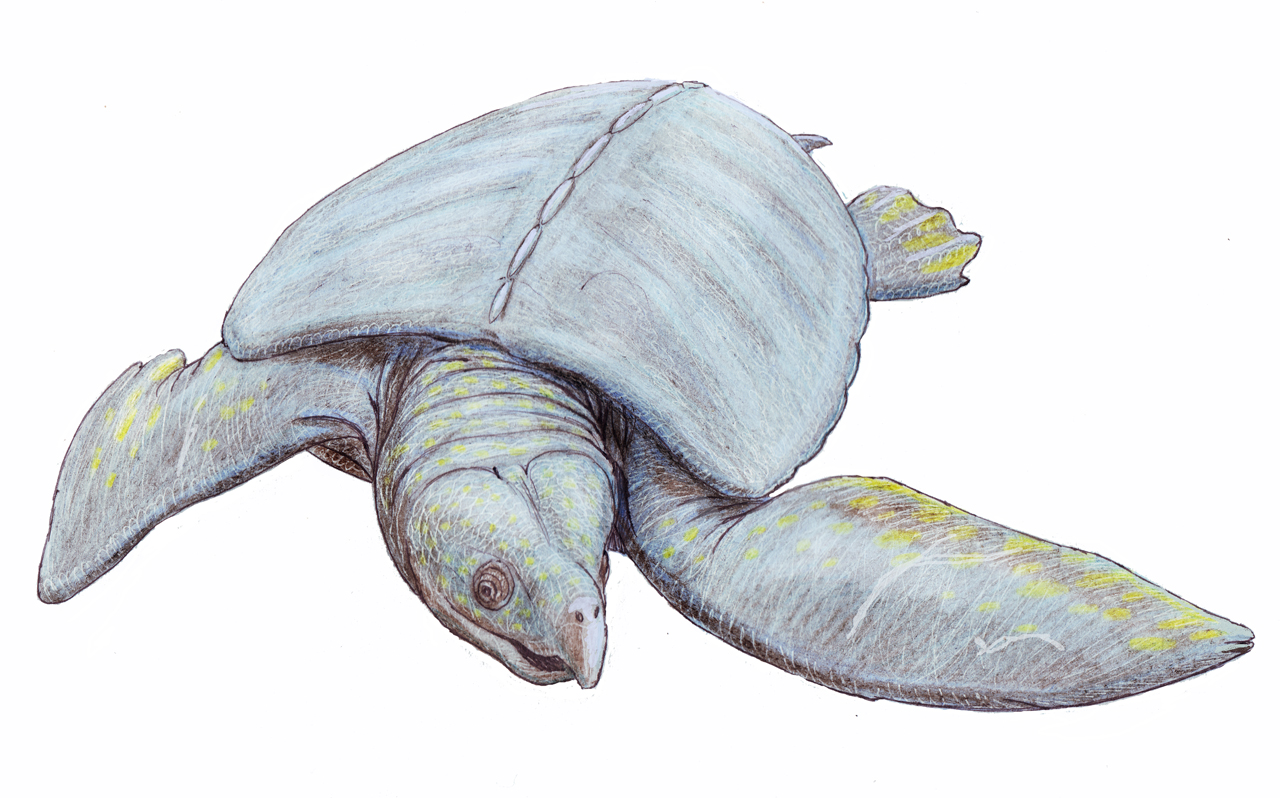
Archelon ischyros, a valaha élt legnagyobb teknősfaj

A Protostegidae a hüllők (Reptilia ) osztályába és a teknősök (Testudines) rendjébe tartozó fosszilis teknőscsalád.
E család kizárólag, csak a Kréta korban fordult elő. Körülbelül 112 millió éve jelentek meg, és 70 millió éve haltak ki. A legelső képviselőjük a Santanachelys volt. E teknőscsalád tartalmazza a valaha élt két legnagyobb tengeri teknősfajt, az Archelon ischyrost, illetve a Protostega gigast.

## Rendszerezés
A családba 12 teknősnem tartozik:
- †Archelon Wieland, 1896
- †Atlantochelys Agassiz, 1849
- †Bouliachelys Kear & Lee, 2006
- †Calcarichelys Zangerl, 1953
- †Chelosphargis Zangerl, 1953
- †Cratochelone Longman, 1915
- †Desmatochelys Williston, 1894
- †Notochelone Lydekker, 1889
- †Protostega Cope, 1872 - típusnem
- †Rhinochelys Seeley, 1869
- †Santanachelys Hirayama, 1998
- †Terlinguachelys Lehman & Tomlinson, 2004

## Fordítás
Ez a szócikk részben vagy egészben  a   Protostegidae című angol Wikipédia-szócikk ezen változatának fordításán alapul.  Az eredeti cikk szerkesztőit annak laptörténete sorolja fel. Ez a jelzés csupán a megfogalmazás eredetét és a szerzői jogokat jelzi, nem szolgál a cikkben szereplő információk forrásmegjelöléseként.